# 최영수 (조선)
최영수(崔永水):   ?  ~1592년(선조 25) 7월 10일. 자(字)는 원집(原集), 호(號)는 죽봉(竹峰), 영성부원군(寧城府院君) 영의정(領議政) 문충공(文忠公) 최항(崔恒)의 5대손(五代孫)으로, 의병장(義兵將) 송암공(松巖公) 최응룡(崔應龍)의 아들이다. 시호(諡號)는 무열(武烈)이며, 본관(本貫)은 삭녕(朔寧)이다.

## 최영수(崔永水)
(  ?  ~1592) 자(字)는 원집(原集), 호(號)는 죽봉(竹峰), 영성부원군(寧城府院君) 영의정(領議政) 문충공(文忠公) 최항(崔恒)의 5대손(五代孫)으로, 송암(松巖公)공 최응룡(崔應龍)의 아들이다, 참봉(參奉)을 지내던중, 1592년 임진왜란(壬辰倭亂)이 일어나자, 아버지 의병장(義兵將) 최응룡(崔應龍)의 창의(倡義)에, 전라도(全羅道) 남평(南平)에서 모의(募儀)하여, 부친(父親)을 따라 선전관(宣傳官)으로 종군(從軍)하여. 금산 전투(錦山 戰鬪)에서 역전분투(力戰奮鬪) 하였으나, 중과부적(衆寡不敵)으로 패(敗)하여 적(賊)의 적봉(敵鋒)에 전사(戰死) 하였다. 사후(死後)에 통정대부(通政大夫) 승정원 도승지(承政院 都承旨)에 증(贈)되었다. 시호(諡號)는 무열(武烈)이다.

## 생애(生涯)
(  ?  ~1592) 자(字)는 원집(原集), 호(號)는 죽봉(竹峰), 영성부원군(寧城府院君) 영의정(領議政) 문충공(文忠公) 최항(崔恒)의 5대손(五代孫)으로, 송암(松巖公)공 최응룡(崔應龍)의 아들이다, 수군(水軍)으로 군역(軍役)을 마치고, 참봉(參奉)을 지내던중 1592년 임진왜란(壬辰倭亂)이 일어나자, 아버지 의병장(義兵將) 최응룡(崔應龍)의 창의(倡義)에 전라도(全羅道) 남평(南平)에서 모의(募儀)하여, 부친(父親)을 따라 금산 전투(錦山戰鬪)에서 선전관(宣傳官)으로, 종군(從軍)하여 수십여명을 참살(斬殺)하고 역전분투(力戰奮鬪) 하였으나 중과부적(衆寡不敵)으로 패(敗)하여, 적(賊)에게 눈을 크게 부릅뜨고 큰소리로 책(謮 : 꾸짓다가)을 하자,  왜적(倭敵)의 적봉(賊鋒)에 순절(殉節) 하였다. 1605년 조정(朝廷)에서 선무원종공(宣武原從功臣)으로 녹훈(錄勳) 되었으며, 사후(死後)에 통정대부(通政大夫) 승정원 도승지(承政院 都承旨)에 증(贈)되었다. 시호(諡號)는 무열(武烈)이다. 유록권(有錄券) 묘비(墓碑)에 유갈(有碣)이 있다. 송암공(松巖公) 최응룡(崔應龍)의 묘비(墓碑)에도 유갈(有碣)이 있다.

## 사후(死後)
- 증 통정대부 승정원 도승지(贈 通政大夫 承政院  都承旨)

- 시호(諡號) 무열(武烈)

## 임진왜란(壬辰倭亂)

### 오란충의록(五亂忠義錄)과 호남절의록(湖南節義錄)
- 고경명(高敬命) 동순제공사실(同殉諸公事實)

- 崔應龍

字士瑞朔寧人寧城府院君恒玄孫通德郞卿立子登文科壬辰以主簿從招討使高公與子參奉永水率家僮赴錦山高公奇之多詢軍謨及敗公奮劒大呼斬殺極多身被亂槍而死子永水被擄張目憤罵死於賊鋒父子倂錄宣武原從勳  - 南平
☆. 해설(解說)
최응룡(崔應龍)
성(姓)은 최씨(崔氏)요, 휘(諱)는 응룡(應龍)으로 자(字)는 사서(士瑞)이며, 본관(本貫)은 삭녕인(朔寧人)이다. 영성부원군(寧城府院君) 최항(崔恒))의 현손(玄孫)으로, 통덕랑 (通德郞 : 정5품의 문반 품계) 경립(卿立)의 아들이다. 문과(文科)에 등제(登第 : 급제)하고, 임진왜란(壬辰倭亂) 때 주부(主簿 : 종6품의 문반 중앙관직)로서 초토사(招討使) 고경명(高敬命)과 함께 아들 참봉(參奉 : 종9품의 관직) 영수(永水)와 더불어 가솔(家率 : 집안의 하인)등과 남평의병(南平義兵)을 이끌고 금산(錦山)에 이르렀다. 고공(高公)은 公(공)의 타고난 기질(氣質)이 뛰어나 군(軍)의 작전(作戰)에 관한 많은 자문(諮問)을 구하고 모의(謀議) 하였다, 의병(義兵)의 사기(士氣)가 저하(低下)되어 패(敗)함에 이르자 공(公)은 분격(奮擊)하여 검(劒)을 빼들고 큰소리로 호령(號令)하며 많은 왜적(倭賊)들을 참살(斬殺)하였으나 적의 창(槍)에 화(禍)를 당하여 순절(殉節)하였다. 아들 영수(永水)는 왜적(倭賊)에게 눈을 부릅뜨고 성을 내며 꾸짖다가 적(賊)의 칼끝에 전사(戰死)하였다. 부자(父子)가 함께 선무원종공신(宣武原從功臣)에 녹훈(錄勳)되었다. 공(公)은 남평출신(南平出身)이다.

### 남평읍지(南平邑誌)
崔應龍 朔寧人寧城府院君恒玄孫登第以主簿從招討使高敬命與子參奉永水率家僮赴錦山多規畫斬首極多身被亂槍而死其子永水亦被虜死於敵鋒父子並錄原從勳
- 南平邑誌卷之四 宣祖朝 忠節編

### 최응룡(崔應龍)의 묘지비문(墓誌碑文)
通政大夫行主簿朔寧崔公之墓
配宜人慶州李氏祔左
公諱應龍字士瑞寧城府院君恒玄孫將仕郞處仁曾孫進士溫孫通德郞卿立子嘉靖丙寅登文科壬辰以主簿從招討使高公與子參奉永水率家僮赴錦山高公奇之多詢軍謨及敗公奮釰大呼斬殺極多身被亂槍而死子永水被擄張目憤罵死於賊鋒父子倂錄宣武原從勳與壬辰忠義錄孫富
乙亥二月初二日

### 류팽로저(柳彭老 著) 월파집(月波集)
六月 初三日 辛卯
自義兵陣中傳檄分任則李琴軒大胤崔未能尙重在鄕運糧楊直長士衡朴進士天挺赴陣運糧南平洪主簿民彦送兵糧十石崔主簿應龍與其子參奉永水及士人崔厚立弘立兄弟率丁幾許而來

## 가족관계(家族關係)
- 六世祖 : 영성부원군(寧城府院君) 영의정(領議政)  문충공(文忠公) - 최항(崔恒)
- 六世祖母 :정경부인(貞敬夫人) 달성서씨(達城徐氏) 부(父) 달천부원군(達川府院君) 서미성(徐彌性) 女, 外祖 文忠公 陽村 권근(權近)
- 高祖父 : 증 좌찬성(贈 左贊成 - 최영호(崔永灝)  자(字) 처인(處仁)
- 高祖母 : 증 정경부인(贈 貞敬夫人) - 경주정씨(慶州鄭氏) 부(父) 계림군(鷄林君) 정효상(鄭孝常) 女
- 曾祖父 : 이조판서(吏曹判書) - 최수언(崔秀彦) 자(字) 온(溫) - 판서공파 파조(判書公派 派祖)
- 曾祖母 : 정부인(貞夫人) - 청송심씨(靑松沈氏) 부(父) 군수(郡守) 심빈((沈賓) 女, (生 1女, 서(婿) 허정(許淨) 陽川人)
- 曾祖母(取) : 정부인(貞夫人) - 안동권씨(安東權氏) 生 1男 : 최경립(崔卿立)
- 祖  父 : 증 통정대부 형조참의(贈 通政大夫 刑曹參議) - 최경립(崔卿立)
- 祖  母 : 증 숙부인(贈 淑夫人) 김해김씨(金海金氏) 부(父) 판서(判書) 김묵(金黙) 女
- 父 : 증 이조판서(贈 吏曹判書) 선무원종공신(宣武原從功臣) 충절공(忠節公) - 최응룡(崔應龍)
- 母 : 증 정부인(贈 貞夫人) - 경주이씨(慶州李氏)
- 配 : 증 숙부인(贈 淑夫人) 청송심씨(靑松沈氏) 부(父) 심철(沈哲) 女
  - 子 : 동지중추부사(同知中樞府事) - 최부(崔富)
  - 配 : 정부인(貞夫人) - 덕수이씨(德水李氏)
    - 孫 : 동지중추부사(同知中樞府事) - 최원(崔愿)
    - 配 : 정부인(貞夫人) 현풍곽씨(玄風郭氏)
      - 曾孫 : 동지중추부사(同知中樞府事) - 최홍길(崔弘吉)
      - 配 : 정부인(貞夫人) - 여흥민씨(驪興閔氏)
        - 玄孫 : 동지중추부사(同知中樞府事)  - 최태곤(崔泰崑)
        - 配 : 정부인(貞夫人) 광주이씨(廣州李氏)

    - 孫 : 동지중추부사(同知中樞府事) - 최점(崔點)
    - 配 : 정부인(貞夫人) - 파평윤씨(坡平尹氏)
      - 曾孫 : 진사(進士) - 최홍도(崔弘道)
      - 配 : 광산이씨(光山李氏)
        - 玄孫 : 최태립(崔泰立)
        - 配 : 음성박씨(陰城朴氏)

      - 曾孫 : 최홍진(崔弘進)
      - 配 :
        - 玄孫 : 최태악(崔泰岳)
        - 配 :

      - 曾孫 : 최홍립(崔弘立)
      - 配 : 남원양씨(南原楊氏)
        - 玄孫 : 증 찬성사(贈 贊成事) - 최상두(崔尙斗)
        - 配 : 증 정정부인(贈 貞敬夫人) - 현풍곽씨(玄風郭氏)
        - 玄孫 : 최상근(崔尙覲)
        - 配 : 남평문씨(南平文氏)

    - 孫 : 최묵(崔黙)
    - 配 : 한남방씨(漢南房氏)
      - 曾孫 : 최홍기(崔弘器)
      - 配 : 전주유씨(全州柳氏)

    - 孫 : 최검(崔黔)
    - 配 : 서흥김씨(瑞興金氏)
      - 曾孫 : 최홍주(崔弘周)
      - 配 : 옥천조씨(玉川趙氏
      - 曾孫 : 최홍진(崔弘進)
      - 配 :
        - 曾孫 : 최홍립(崔弘立)
        - 配 : 남원양씨(南原楊氏)

## 배향(配享)
- 금산(錦山) 종용사(從容祠)
- 보령(保寧) 호국사(護國祠)

## 수상경력 상훈(受賞經歷 賞勳)
- 선무원종공신(宣武原從功臣) 3등 1605년 (선조 38)

## 소장문헌(所藏文獻)
- 선무원종공신녹권((宣武原從功臣錄券) 최응룡(崔應龍) 1권(券)
- 선무원종공신녹권(宣武原從功臣錄券) 최영수(崔永水) 1권(券)

- 호남절의록(湖南節義錄) 5권(五券)
- 오란충의록(五亂忠義錄) 5권(五券)

- 계하사목(啓下事目) 1권(券)

- 경술5월 일고증(庚戌五月 日考證) 1첩(帖)

- 갑자사목(甲子事目) 1첩(帖)

- 갑자호구장(甲子戶口帳) 1첩(帖)

## 참고 문헌(參考文獻)
- 선무원종공신녹권(宣武原從功臣錄券)

- 호남절의록(湖南節義錄)

- 오란충의록(五亂忠義錄)

- 전남도지(全南道誌)

- 류팽로 월파집(柳彭老 月波集) 등